# Lithacodia virescens
Koyaga virescens là một loài bướm đêm trong họ Noctuidae.